# Hackelia hispida
Hackelia hispida är en strävbladig växtart som först beskrevs av Samuel Frederick Gray, och fick sitt nu gällande namn av Ivan Murray Johnston. Hackelia hispida ingår i släktet Hackelia och familjen strävbladiga växter. Utöver nominatformen finns också underarten H. h. disjuncta.